# Comuna Olenivka, Kozelșciîna
Olenivka (în ucraineană Оленівка) este o comună în raionul Kozelșciîna, regiunea Poltava, Ucraina, formată din satele Brîhadîrivka, Dziubanivka, Kalînivka și Olenivka (reședința).

## Demografie
Componența lingvistică a comunei Olenivka
     Ucraineană (95,82%)
     Rusă (3,45%)
     Alte limbi (0,62%)
Conform recensământului din 2001, majoritatea populației comunei Olenivka era vorbitoare de ucraineană (95,82%), existând în minoritate și vorbitori de rusă (3,45%).